# Niezwyciężony (film 2017)
Niezwyciężony (ang. Stronger) – amerykański dramat biograficzny z 2017 roku w reżyserii Davida Gordona Greena. Obraz został wyprodukowany przez wytwórnie Lionsgate i Roadside Attractions.
Premiera filmu odbyła się 8 września 2017 podczas 42. Międzynarodowego Festiwalu Filmowego w Toronto. Dwa tygodnie później, 22 września, obraz trafił do kin na terenie Stanów Zjednoczonych.

## Fabuła
Film opisuje historię Jeffa Baumana (Jake Gyllenhaal), który pracuje w sklepie i mieszka z nadużywającą alkoholu matką. W wolnym czasie kibicuje drużynie Red Sox, której jest fanem. Lubi pełne rozrywek życie towarzyskie. Ceniący sobie kawalerskie przyzwyczajenia młody człowiek bywa nieodpowiedzialny i nie jest dobrym kandydatem na partnera. Nie myśli o tym, by się ustatkować. Pewnego dnia Jeff spotyka w barze swoją byłą dziewczynę Erin (Tatiana Maslany). Okazuje się, że planuje ona udział w zbliżającym się maratonie bostońskim. Jeff obiecuje, że pojawi się na miejscu i będzie jej kibicował. Nie wie, że życie, które zna, niebawem zmieni się na zawsze.
Dzień maratonu okazuje się dla mężczyzny przełomowy. Jeff zostaje ranny wskutek eksplozji bomby podłożonej przez zamachowców. Traci obie nogi. Po odzyskaniu przytomności dzieli się ważnymi informacjami ze śledczymi, dzięki czemu pomaga schwytać jednego z terrorystów i staje się bohaterem. Nagle sława zaczyna go jednak przytłaczać. Próbuje otrząsnąć się z traumy i na nowo nauczyć się banalnych codziennych czynności. Jeff może liczyć na wsparcie swojej byłej partnerki.

## Obsada
- Jake Gyllenhaal jako Jeff Bauman
- Tatiana Maslany jako Erin Hurley
- Miranda Richardson jako Patty Bauman
- Richard Lane Jr. jako Sully
- Clancy Brown jako Jeff Bauman Sr.
- Lenny Clarke jako wujek Bob
- Frankie Shaw jako Gail Hurley
- Jimmy LeBlanc jako Larry
- Jessica Lundy jako agentka FBI Sarah

## Odbiór

### Zysk
Film Niezwyciężony zarobił 4,2 miliona dolarów w Stanach Zjednoczonych i Kanadzie oraz 3,5 miliona dolarów w pozostałych państwach; łącznie 7,7 miliona dolarów.

### Krytyka
Film Niezwyciężony spotkał się z pozytywną reakcją krytyków. W serwisie Rotten Tomatoes 89% ze stu dziewięćdziesięciu recenzji filmu jest pozytywne (średnia ocen wyniosła 7,28 na 10). Na portalu Metacritic średnia ocen z 41 recenzji wyniosła 76 punktów na 100.

### Nagrody i nominacje
| Rok  | Miejsce                           | Nagroda          | Kategoria       | Odbiorcy i nominowani | Wynik     |
| ---- | --------------------------------- | ---------------- | --------------- | --------------------- | --------- |
| 2018 | 22. ceremonia wręczenia Satelitów | Nagroda Satelita | Najlepszy aktor | Jake Gyllenhaal       | nominacja |